# اچ‌ام‌اس پی۳۲ (۱۹۴۰)
اچ‌ام‌اس پی۳۲ (۱۹۴۰) (به انگلیسی: HMS P32 (1940)) یک زیردریایی بود که طول آن ۵۸٫۲۲ متر (۱۹۱٫۰ فوت) بود. این زیردریایی در سال ۱۹۴۰ ساخته شد.